# Daschia brevitarsis
Daschia brevitarsis är en stekelart som först beskrevs av Thomson 1890.  Daschia brevitarsis ingår i släktet Daschia och familjen brokparasitsteklar. Inga underarter finns listade i Catalogue of Life.